# Gorske enote
Gorske enote (tudi planinske enote) so vojaške pehotne enote, ki so posebej izurjene za gibanje in preživetje v gorah ter imajo specialistično znanje o taktiki in tehniki gorskega bojevanja.
Gorske enote so po navadi opremljene s klasično pehotno oborožitvijo in še dodatno gorniško opremo (vojaške gorske, plezalne in smučarske čevlje, smuči, plezalne pasove,...)